# دابلیو. تی. کاسگریو
ویلیام توماس کاسگریو (انگلیسی: W. T. Cosgrave; زاده ۶ ژوئن ۱۸۸۰ – درگذشته ۱۶ نوامبر ۱۹۶۵) سیاست‌مدار اهل ایرلند بود. او به عنوان رئیس‌جمهور (دِیل اِیرُون) از سپتامبر تا دسامبر ۱۹۲۲ خدمت کرد. همچنین وی اولین رئیس منتخب دولت آزاد ایرلند بود.